# Ілумінада Консепсьйон
Ілумінада Консепсьйон (ісп. Iluminada Concepción; нар. 29 листопада 1956) — колишня кубинська тенісистка.
Найвищу одиночну позицію світового рейтингу — 391 місце досягла 17 Jul7 1989, парну — 288 місце — 17 Jul7 1989 року.
Здобула 2 одиночні та 3 парні титули.

## Фінали ITF

### Одиночний розряд: 2 (2–0)
| Результат | Ранг | Дата           | Турнір                  | Покриття | Суперниця        | Рахунок       |
| --------- | ---- | -------------- | ----------------------- | -------- | ---------------- | ------------- |
| Перемога  | 1.   | 9 жовтня 1988  | Ліма, Перу              | Ґрунт    | Стефані Майоркіс | 6–3, 6–0      |
| Перемога  | 2.   | 26 лютого 1990 | Леон (Мексика), Мексика | Ґрунт    | Белькіс Родрігес | 5–7, 6–3, 6–0 |

### Парний розряд: 4 (3–1)
| Результат | Ранг | Дата           | Турнір          | Покриття | Партнерка        | Суперниці                       | Рахунок       |
| --------- | ---- | -------------- | --------------- | -------- | ---------------- | ------------------------------- | ------------- |
| Перемога  | 1.   | 9 жовтня 1988  | Ліма, Перу      | Ґрунт    | Леслі О'Галлоран | Карла Родрігес Lorena Rodríguez | 6–3, 6–2      |
| Перемога  | 2.   | 22 травня 1989 | Мехіко, Мексика | Тверде   | Белькіс Родрігес | Blanca Borbolla Сілвія Шенк     | 7–5, 4–1 ret. |
| Перемога  | 3.   | 19 серпня 1990 | Пезаро, Італія  | Тверде   | Ріта Пічардо     | Diana Chavez Джолен Ватанабе    | 7–6, 6–2      |
| Поразка   | 1.   | 14 жовтня 1990 | Ліма, Перу      | Ґрунт    | Ріта Пічардо     | Лаура Аррая Карім Штромаєр      | 4–6, 6–7      |